# メカイ・ベクトン
- マカイ・ベクトン

メカイ・ベクトン（Mekhi Becton, 1999年4月18日 - ）は、アメリカ合衆国バージニア州ハイランドスプリングス出身のプロアメリカンフットボール選手。NFLのロサンゼルス・チャージャーズに所属している。ポジションはオフェンシブタックル。

## 経歴

### カレッジ
ルイビル大学では1年目の2017年シーズンから先発を務め、312回のスナップで6度のプレッシャーしか許さなかった。
2018年シーズンは全試合に先発出場した。
2019年シーズンも先発を務め、オールACCファーストチームに選出された。シーズン終了後、2020年のNFLドラフトにアーリーエントリーした。

### ニューヨーク・ジェッツ
| 6 ft 7+3⁄8 in (202 cm)      | 364 lb (165 kg) | 35+5⁄8 in (90 cm) | 10+3⁄4 in (27 cm) | 5.10 s | 1.77 s | 2.94 s | 23 回 | 15 |
| All values from NFL Combine |                 |                   |                   |        |        |        |       |    |

2020年のNFLドラフトにて全体11位でニューヨーク・ジェッツから指名され、その後ルーキー契約を結んだ。
2020年シーズンは14試合に出場した。
2021年シーズン、カロライナ・パンサーズとの開幕戦で右膝を負傷。そのまま離脱し、シーズン残りの試合を全休した。
2022年シーズン開幕前のトレーニングキャンプで右膝蓋骨を剥離骨折し、シーズンを全休した。
2023年シーズン開幕前に、ジェッツから5年目の契約オプションを破棄された。

### フィラデルフィア・イーグルス
2023年シーズン後にFAとなり、フィラデルフィア・イーグルスと1年間の契約を結んだ。イーグルスでは右ガードに転向し、第59回スーパーボウルにも先発して制覇に貢献した。

### ロサンゼルス・チャージャーズ
2025年3月、ロサンゼルス・チャージャーズと2年契約を結んだ。